# Icario di Sparta
Icario (in greco antico: Ἰκάριος?, Ikários) è un personaggio della mitologia greca. Fu un re di Sparta.

## Genealogia
Apollodoro rende Icario e il fratello Tindaro figli di Periere e di Gorgofone, ma questo autore apparentemente confonde Periere di Messenia con un altro Periere, re di Sparta. In un altro passaggio lo stesso autore identifica Icario come figlio di Ebalo e della ninfa Batea.
Sposò la naiade Peribea (o Policasta figlia di Lygaeus) e divenne padre, di Penelope, Perileo, Toante, Damasippo, Imeusmius, Alete, Iftime, Aliseo e Leucadio.

## Mitologia
Icario re di Sparta, fu destituito (insieme al fratello Tindaro) dal fratellastro Ippocoonte fece ritorno in patria solo dopo che Ippocoonte fu ucciso da Eracle.

### Le nozze di Penelope
Mentre il fratello Tindaro doveva scegliere tra tutti i pretendenti che aspiravano alla mano di Elena, lui doveva scegliere tra quelli che volevano sua figlia Penelope e tra gli interessati c'era anche Odisseo.
Quest'ultimo, per avvantaggiarsi sugli altri, suggerì a Tindaro il modo di scegliere tra i pretendenti di Elena in cambio della sua influenza verso Icario, ed egli, dietro consiglio del fratello, diede Penelope ad Odisseo come sposa.
Pausania invece, scrive che Icario, per assegnare la mano di Penelope, istituì delle gare di corsa dove il vincitore fu Odisseo che così ottenne il diritto di sposarla.
Dopo il matrimonio, Icario volle che i due sposi vivessero nella sua reggia e più volte scongiurò la figlia di non abbandonarlo. Odisseo chiese a Penelope di scegliere tra lui ed il padre e lei, arrossendo, si limitò a coprirsi il capo con un velo rendendo chiare le intenzioni al padre, che la lasciò partire per Itaca. 

Icario eresse una statua, altri dicono un santuario, consacrata alla dèa della modestia nel medesimo luogo in cui la figlia si era velata il capo.
Icario riaccolse Penelope dopo che, lasciatasi sedurre da Antinoo fu ripudiata da Odisseo.

### Nell'Odissea
Nell'Odissea Icario, visto che Odisseo non tornava, consiglia Penelope di sposare Eurimaco che "tutti i Proci supera con i suoi regali e offre sempre doni nuziali". 

Nessun altro autore riferisce che Icario spinse la figlia a sposare uno dei Proci, tanto che si è pensato che quei versi del poema fossero interpolati.